# 도시마구

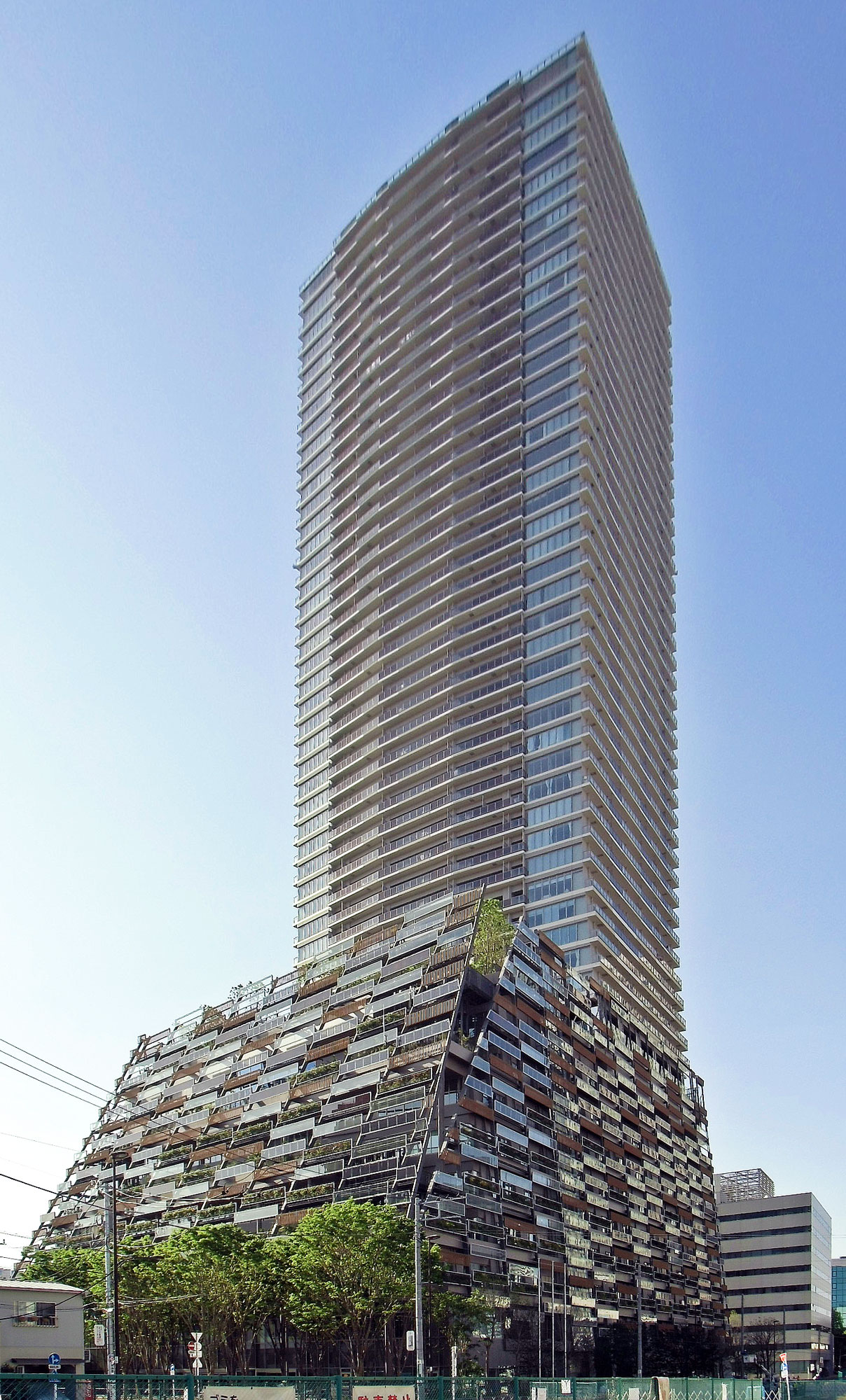
도시마구청

도시마구(일본어: 豊島区 도시마쿠[*])는 일본 도쿄도에 있는 특별구 중 하나이다. 비록 구라는 명칭을 쓰지만 하나의 시로 여겨진다. 구청은 이케부쿠로에 위치하며 도시마의 상업과 오락의 중심지이다.

## 지리
도쿄 구부의 북서쪽에 위치한다. 북쪽으로 네리마구, 이타바시구, 기타구와 접하고 남쪽으로 신주쿠구, 분쿄구와 접한다.
도시마구의 총 면적은 13.01 km2이고 완만한 대지에 놓여있으며 고저의 차는 28m이다. 구 면적의 48%가 주거 지역이고 20%는 상업과 공공 지역이다.

## 역사
1947년 3월 15일에 설립되었다.

## 인구
1965년에 37만 명으로 정점에 달했다가 이후 차츰 감소하였다. 2005년 12월에 도시마구의 추정 인구는 252,011명이었고 최근에는 조금씩 증가하는 추세이다. 낮에는 통근자들의 유입으로 주간 인구는 약 43만 명이다.
외국인의 수는 15,516명으로 전체의 6.16%를 차지해 도쿄에서 가장 국제적인 구 중 하나였다. 외국인 인구 중 56%가 재일 중국인이었고 20%가 재일 한국인이었으며 재일 필리핀인이 그 뒤를 이었다.

## 경제
세이유 그룹과 서점 체인인 리브로의 본사가 도시마에 있다.

## 교육
- 가쿠슈인 대학
- 도쿄 음악대학
- 릿쿄 대학
- 다이쇼 대학
- 도쿄 복지대학

## 교통

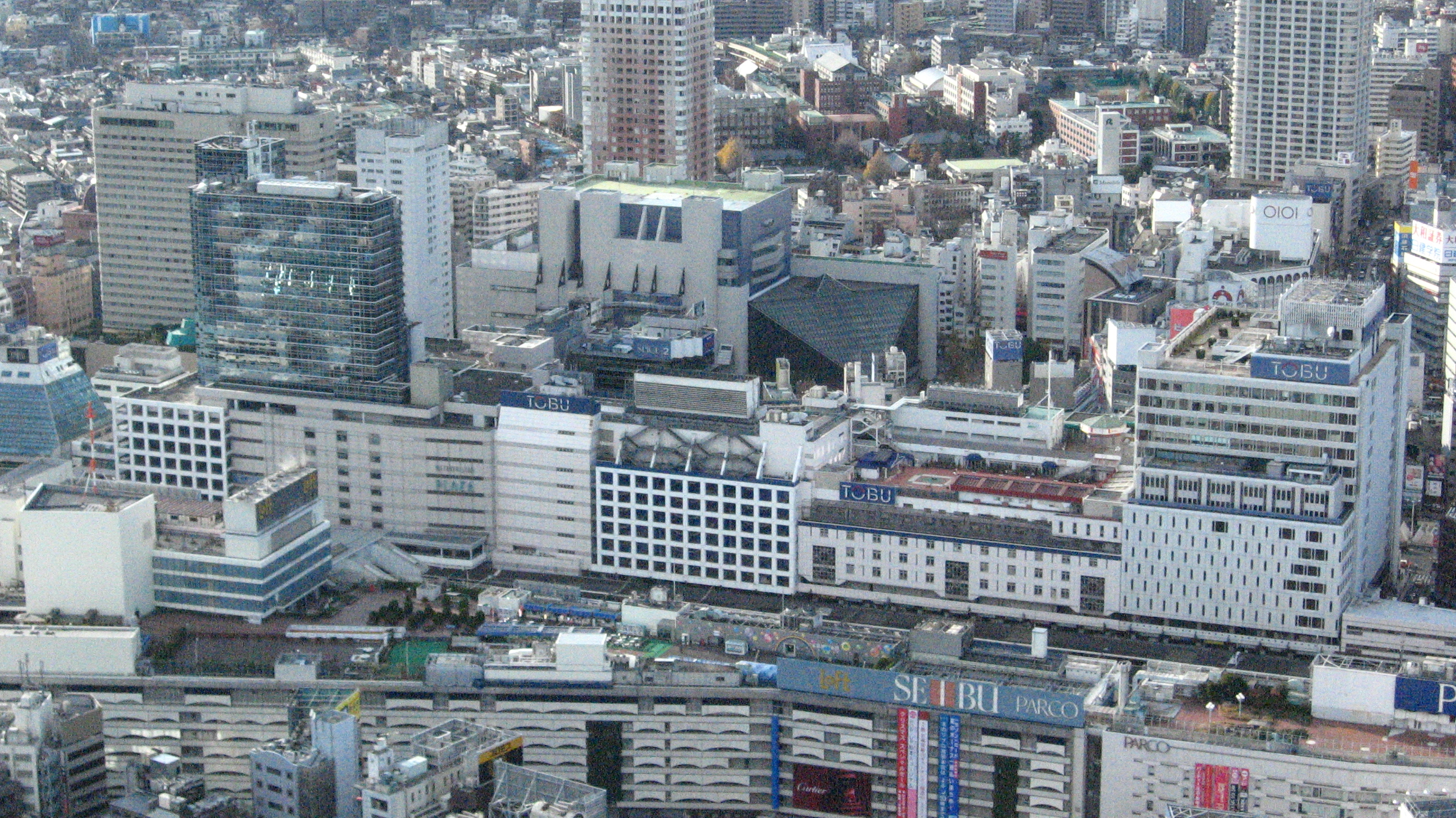
이케부쿠로역

### 철도
도시마구 철도 교통의 중심은 이케부쿠로역으로 일본에서 두 번째로 분주한 역이다.
- 동일본 여객철도
  - 사이쿄선
  - 쇼난 신주쿠 라인
  - 야마노테선

- 세이부 철도
  - 이케부쿠로선

- 도쿄도 교통국
  - 지하철 미타선: (분쿄구) - 스가모역 - 니시스가모역 - (이타바시구)
  - 도덴 아라카와선

- 도쿄 메트로
  - 마루노우치선: (분쿄구) - 이케부쿠로역
  - 유라쿠초선
  - 난보쿠선

## 기타
- 도키와 장

## 주요 인물
- 마츠모토 준